# Oberto, conte di San Bonifacio

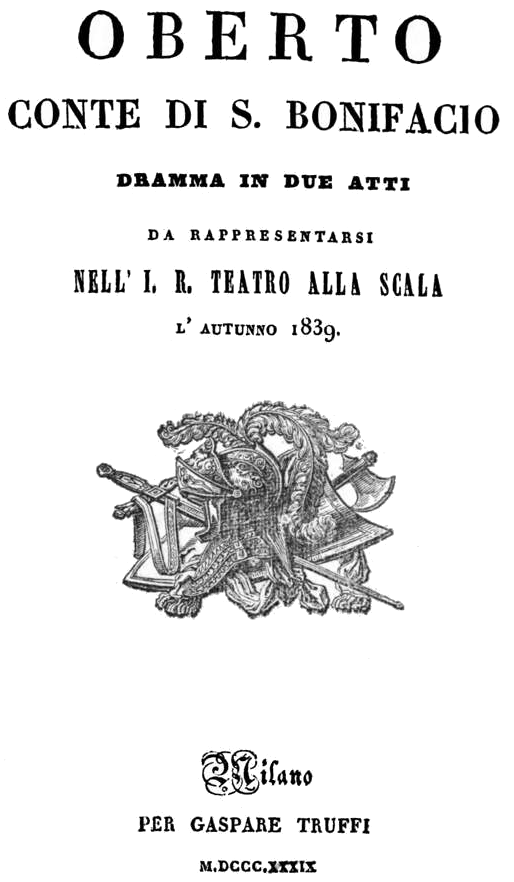
Vở Opera Oberto, conte di San Bonifacio được sáng tác trên bản Libretto của Antonio Piazza, do Temistocle Solera làm lại

Oberto, conte di San Bonifacio (tiếng Việt: Oberto, Bá tước vùng San Bonifacio) là vở opera 2 màn của nhà soạn nhạc vĩ đại người Ý Giuseppe Verdi. Verdi viết vở opera này với lời của Temistocle Solera, dựa trên phần lời còn tồn tại của Antonio Piazza với cái tên Rocester. Đây là vở opera đầu tiên của Verdi, được viết trong hơn 4 năm và được công diễn lần đầu tiên vào ngày 17 tháng 11 năm 1839. Vở opera đã thành công rực rỡ đến nỗi ông bầu Bartolomeo Merelli đã đề nghị hợp đồng 2 vở opera từ nhà soạn nhạc.